# Bezirk Tulln
Der Bezirk Tulln ist ein Verwaltungsbezirk des Landes Niederösterreich.
Sitz der Bezirkshauptmannschaft ist Tulln, Außenstellen befinden sich in Kirchberg am Wagram, Klosterneuburg, sowie auch in Wien (Palais Niederösterreich).

## Geschichte
Ursprünglich gehörten die Gerichtsbezirke Tulln und Klosterneuburg (in den damaligen Grenzen) zum Bezirk Hernals, ab 1890 für kurze Zeit zum Bezirk Währing, der ehemalige Gerichtsbezirk Kirchberg am Wagram zum Bezirk Krems-Land sowie der ehemalige Gerichtsbezirk Atzenbrugg zum Bezirk Sankt Pölten-Land. Nach Auflassung des Bezirkes Währing aufgrund der Eingemeindung der Stadt nach Wien wurde 1892 der Bezirk Tulln gegründet (RGBl. Nr. 179/1891).
Klosterneuburg, sowie die umliegenden, damals selbstständigen Gemeinden Kierling, Maria Gugging und Höflein an der Donau, die heute zu Klosterneuburg gehören, wurden 1938 abgetrennt und nach Wien eingemeindet, kamen 1954 wieder zu Niederösterreich, jedoch zum neu errichteten Bezirk Wien-Umgebung.
Am 24. September 2015 wurde vom Niederösterreichischen Landtag beschlossen, dass der Bezirk Wien-Umgebung mit Ende 2016 aufgelöst wird. Anschließend wurde von der Landesregierung die Neuzuteilung der Gemeinden auf die angrenzenden Bezirke durchgeführt: Die Gemeinde Klosterneuburg wurde Teil des Bezirkes Tulln.

## Geografie
Landschaftlich gehört der Teil nördlich der Donau zum Weinviertel, das Tullnerfeld zum Mostviertel und die Stadt Klosterneuburg zum Industrieviertel. Für die Raumplanung des Landes ist der Bezirk Teil der Hauptregion „Niederösterreich Mitte“, deren Grenzen quer zur traditionellen Vierteleinteilung liegen.

### Verkehr
Die wichtigsten Verkehrsadern schneiden den Bezirk in Ost-West-Richtung. Nördlich der Donau verläuft die Stockerauer Schnellstraße S 5, sie ist Teil des großräumig um Wien herum angelegten Autobahnrings. Am westlichsten Ende des Bezirks zweigt die Kremser Schnellstraße S 33 von der S 5 Richtung St. Pölten ab, welche die Region mit der Hauptverkehrsachse Österreichs, der Westautobahn A 1, verbindet und somit den Autobahnring schließt. Die Bundesstraße 1 ist eine weitere wichtige Verbindung, die durch das Tullnerfeld verläuft.
Von Wien bis nach Tulln liegt die Strecke der Franz-Josefs-Bahn südlich der Donau, quert diese dann und führt am Nordufer weiter bis nach Gmünd bzw. Krems an der Donau. Die Tullnerfelderbahn zweigt bei Tulln ab und verläuft am Südufer der Donau bis St. Pölten. Gleichzeitig wurde diese Strecke an den neuen Verlauf der Westbahn angebunden. Der Bahnhof Tullnerfeld stellt als Pendlerbahnhof den Knotenpunkt dar.
Die Donau kann im Bezirk nur an zwei Stellen, beide in Tulln, gequert werden, die neuere Rosenbrücke wurde als Entlastung für die alte Tullner Donaubrücke konstruiert, über die auch die Eisenbahn fährt.

### Nachbarbezirke
|                   | Bezirk Hollabrunn                           | Bezirk Korneuburg                                           |
| Bezirk Krems      | Kompassrose, die auf Nachbargemeinden zeigt | Gemeindebezirk Döbling (Wien)                               |
| Bezirk St. Pölten |                                             | Gemeindebezirk Hernals (Wien) Gemeindebezirk Penzing (Wien) |

## Angehörige Gemeinden

Gemeinden des Bezirks Tulln

Der Bezirk Tulln umfasst seit 2017 auf 734,48 km² insgesamt 22 Gemeinden, darunter 2 Städte und 16 Marktgemeinden.
Regionen sind Kleinregionen in Niederösterreich
| Gemeinde                 | Lage | Ew     | km²   | Ew / km² | Gerichtsbezirk | Region                         | Typ             | Metadaten         |
| ------------------------ | ---- | ------ | ----- | -------- | -------------- | ------------------------------ | --------------- | ----------------- |
| Absdorf                  |      | 2.503  | 15,97 | 157      | Tulln          | Region Wagram                  | Markt- gemeinde | Gem.Kennz.: 32101 |
| Atzenbrugg               |      | 3.493  | 25,98 | 134      | Tulln          | Tullnerfeld West               | Markt- gemeinde | Gem.Kennz.: 32104 |
| Fels am Wagram           |      | 2.547  | 29,52 | 86       | Tulln          | Region Wagram                  | Markt- gemeinde | Gem.Kennz.: 32106 |
| Grafenwörth              |      | 3.329  | 46,44 | 72       | Tulln          | Region Wagram                  | Markt- gemeinde | Gem.Kennz.: 32107 |
| Großriedenthal           |      | 975    | 18,83 | 52       | Tulln          | Region Wagram                  | Gemeinde        | Gem.Kennz.: 32109 |
| Großweikersdorf          |      | 3.366  | 43,36 | 78       | Tulln          | Region Wagram                  | Markt- gemeinde | Gem.Kennz.: 32110 |
| Judenau-Baumgarten       |      | 2.378  | 14,35 | 166      | Tulln          | Tullnerfeld West               | Markt- gemeinde | Gem.Kennz.: 32112 |
| Kirchberg am Wagram      |      | 3.840  | 60,32 | 64       | Tulln          | Region Wagram                  | Markt- gemeinde | Gem.Kennz.: 32114 |
| Klosterneuburg           |      | 28.152 | 76,25 | 369      | Klosterneuburg | -                              | Stadt- gemeinde | Gem.Kennz.: 32144 |
| Königsbrunn am Wagram    |      | 1.438  | 28,59 | 50       | Tulln          | Region Wagram                  | Markt- gemeinde | Gem.Kennz.: 32115 |
| Königstetten             |      | 2.521  | 13,10 | 192      | Tulln          | Tullnerfeld West               | Markt- gemeinde | Gem.Kennz.: 32116 |
| Langenrohr               |      | 2.554  | 22,60 | 113      | Tulln          | Tullnerfeld West               | Markt- gemeinde | Gem.Kennz.: 32119 |
| Michelhausen             |      | 4.373  | 32,03 | 137      | Tulln          | Tullnerfeld West               | Markt- gemeinde | Gem.Kennz.: 32120 |
| Muckendorf-Wipfing       |      | 1.688  | 6,34  | 266      | Tulln          | Tullnerfeld West               | Gemeinde        | Gem.Kennz.: 32143 |
| Sieghartskirchen         |      | 7.813  | 61,68 | 127      | Tulln          | Tullnerfeld West               | Markt- gemeinde | Gem.Kennz.: 32131 |
| Sitzenberg-Reidling      |      | 2.458  | 22,15 | 111      | Tulln          | Tullnerfeld West               | Gemeinde        | Gem.Kennz.: 32132 |
| St. Andrä-Wördern        |      | 7.956  | 39,33 | 202      | Tulln          | -                              | Markt- gemeinde | Gem.Kennz.: 32142 |
| Tulbing                  |      | 3.299  | 18,41 | 179      | Tulln          | Tullnerfeld West               | Markt- gemeinde | Gem.Kennz.: 32134 |
| Tulln an der Donau       |      | 16.951 | 72,23 | 235      | Tulln          | Region Wagram Tullnerfeld West | Stadt- gemeinde | Gem.Kennz.: 32135 |
| Würmla                   |      | 1.641  | 20,40 | 80       | Tulln          | Tullnerfeld West               | Markt- gemeinde | Gem.Kennz.: 32139 |
| Zeiselmauer-Wolfpassing  |      | 2.299  | 12,69 | 181      | Tulln          | -                              | Gemeinde        | Gem.Kennz.: 32140 |
| Zwentendorf an der Donau |      | 4.190  | 53,91 | 78       | Tulln          | Tullnerfeld West               | Markt- gemeinde | Gem.Kennz.: 32141 |

### Gemeindeänderungen seit 1945
- 1. Jänner 1967: Auflösung der Gemeinden Baumgarten am Tullnerfelde und Freundorf – Zusammenschluss zur Gemeinde Baumgarten am Tullnerfelde
- 1. Jänner 1967: Auflösung der Gemeinden Feuersbrunn und Wagram am Wagram – Zusammenschluss zur Gemeinde Feuersbrunn
- 1. Jänner 1967: Auflösung der Gemeinden Grafenwörth und Jettsdorf – Zusammenschluss zur Gemeinde Grafenwörth
- 1. Jänner 1968: Auflösung der Gemeinden Altenberg, Greifenstein und Hadersfeld – Zusammenschluss zur Gemeinde Greifenstein
- 1. Jänner 1968: Auflösung der Gemeinden Ameisthal, Baumgarten am Wagram und Großweikersdorf – Zusammenschluss zur Gemeinde Großweikersdorf
- 1. Jänner 1968: Auflösung der Gemeinden Baumgarten am Tullnerfelde und Judenau – Zusammenschluss zur Gemeinde Judenau-Baumgarten
- 1. Jänner 1968: Auflösung der Gemeinden Dörfl, Engelmannsbrunn, Kirchberg am Wagram, Kollersdorf, Mallon, Mitterstockstall, Neustift im Felde, Oberstockstall, Unterstockstall und Winkl – Zusammenschluss zur Gemeinde Kirchberg am Wagram
- 1. Jänner 1968: Auflösung der Gemeinden Hippersdorf, Königsbrunn am Wagram und Zaußenberg – Zusammenschluss zur Gemeinde Königsbrunn am Wagram
- 1. Jänner 1969: Auflösung der Gemeinden Bierbaum am Kleebühel, Frauendorf an der Au und Utzenlaa – Zusammenschluss zur Gemeinde Bierbaum am Kleebühel
- 1. Jänner 1970: Auflösung der Gemeinden Nitzing, Staasdorf und Tulln – Zusammenschluss zur Gemeinde Tulln
- 1. Jänner 1971: Auflösung der Gemeinden Fels am Wagram und Gösing – Zusammenschluss zur Gemeinde Fels am Wagram
- 1. Jänner 1971: Auflösung der Gemeinden Feuersbrunn und Grafenwörth – Zusammenschluss zur Gemeinde Grafenwörth-Feuersbrunn
- 1. Jänner 1971: Auflösung der Gemeinden Großriedenthal und Neudegg – Zusammenschluss zur Gemeinde Großriedenthal
- 1. Jänner 1971: Auflösung der Gemeinden Großweikersdorf, Großwiesendorf, Kleinwiesendorf, Ruppersthal und Tiefenthal – Zusammenschluss zur Gemeinde Großweikersdorf
- 1. Jänner 1971: Auflösung der Gemeinden Hasendorf, Reidling und Sitzenberg – Zusammenschluss zur Gemeinde Sitzenberg-Reidling
- 1. Jänner 1971: Auflösung der Gemeinden Chorherrn, Katzelsdorf am Wienerwald und Tulbing – Zusammenschluss zur Gemeinde Tulbing
- 1. Jänner 1971: Auflösung der Gemeinden Maria Ponsee und Zwentendorf an der Donau – Zusammenschluss zur Gemeinde Zwentendorf an der Donau
- 1. Jänner 1972: Auflösung der Gemeinden Atzenbrugg und Trasdorf – Zusammenschluss zur Gemeinde Atzenbrugg
- 1. Jänner 1972: Auflösung der Gemeinden Grafenwörth-Feuersbrunn und Seebarn am Wagram – Zusammenschluss zur Gemeinde Grafenwörth-Feuersbrunn
- 1. Jänner 1972: Auflösung der Gemeinden Großriedenthal und Ottenthal – Zusammenschluss zur Gemeinde Großriedenthal
- 1. Jänner 1972: Auflösung der Gemeinden Altenwörth und Kirchberg am Wagram – Zusammenschluss zur Gemeinde Kirchberg am Wagram
- 1. Jänner 1972: Auflösung der Gemeinden Bierbaum am Kleebühel und Königsbrunn am Wagram – Zusammenschluss zur Gemeinde Königsbrunn am Wagram
- 1. Jänner 1972: Auflösung der Gemeinden Michelhausen und Rust im Tullnerfeld – Zusammenschluss zur Gemeinde Michelhausen
- 1. Jänner 1972: Auflösung der Gemeinden Abstetten, Kogl, Ollern, Rappoltenkirchen, Ried am Riederberg, Röhrenbach und Sieghartskirchen – Zusammenschluss zur Gemeinde Sieghartskirchen
- 1. Jänner 1972: Auflösung der Gemeinden Greifenstein, Hintersdorf, Kirchbach, St. Andrä vor dem Hagenthale und Wördern – Zusammenschluss zur Gemeinde St. Andrä-Wördern
- 1. Jänner 1972: Auflösung der Gemeinden Langenlebarn, Neuaigen und Tulln – Zusammenschluss zur Gemeinde Tulln
- 1. Jänner 1972: Auflösung der Gemeinden Muckendorf an der Donau, Wipfing, Wolfpassing und Zeiselmauer – Zusammenschluss zur Gemeinde Zeiselmauer
- 1. Jänner 1972: Eingliederung der Katastralgemeinden Gotthartsberg und Gumperding der Gemeinde Murstetten aus dem Bezirk St. Pölten in die Gemeinde Würmla[8]
- 1. Jänner 1972: Umbenennung der Gemeinde Grafenwörth-Feuersbrunn in Grafenwörth
- 19. September 1997: Umbenennung der Gemeinde Tulln in Tulln an der Donau
- 1. Jänner 1998: Auflösung der Gemeinde Zeiselmauer – Aufteilung auf die Gemeinden Muckendorf-Wipfing und Zeiselmauer
- 25. März 1998: Umbenennung der Gemeinde Zeiselmauer in Zeiselmauer-Wolfpassing[9]
- 1. Jänner 2017: Eingliederung der Gemeinde Klosterneuburg aus dem Bezirk Wien-Umgebung[10]